# Маркос Салеро Перес
Маркос Салеро Перес (ісп. Marcos Calero Pérez нар. 9 квітня 1993, Пальма, Іспанія) — іспанський футболіст, правий захисник словацького клубу «Земплін» (Михайлівці).

## Кар'єра гравця
Народився в місті Пальма, Мальорка, Балеарські острови. Маркос приєднався до «Вільярреалу» в 2007 році, коли йому виповнилося 14 років. Спочатку виступав на позиції нападника, потім його було переведено на позицію правого захисника, і 20 липня 2012 року переїхав до «Атлетико Балеарес». 
Влітку 2012 року, не отримуючи стабільної ігрової практики в складі головної команди клубу, Маркос приєднався до клубу другої словацкої ліги МФК «Земплін» (Михайлівці). У новому клубі він став беззаперечним гравцем основи в сезоні 2014/15 років, і в складі клубу здобув право наступного сезону виступати в Суперлізі.
У складі свого клубу дебютував 18 липня 2015 року, у домашньому матчі проти Тренчин, який завершився поразкою «Земпліна» з рахунком 0:1.

## Досягнення
- Друга ліга чемпіонату Словаччини:
  -  Чемпіон (1): 2014/15